# محسن الموسوي
محسن جاسم الموسوي كاتب عراقي، عمل رئيسا لتحرير مجلة آفاق عربية ومديرًا عاما لدار الثقافة والنشر الحكومية في بغداد. ترك العراق بعد أحداث عام 1991 في جنوب العراق ليعمل أستاذًا في جامعة صنعاء اليمنية، محسن الموسوي أخو عزيز السيد جاسم.

## جوائزه
- جائزة الملك فيصل في الادب لعام 2022: ذُكر في تقرير لجنة الجائزة «جائزة الملك فيصل للغة العربية والأدب وموضوعها دراسات الأدب العربي باللغة الإنكليزية قد مُنحت بالاشتراك لكل من الأستاذة في جامعة جورج تاون في الولايات المتحدة الأمريكية البروفيسورة الأمريكية سوزان ستيتكيفيتش، والأستاذ في جامعة كولمبيا في الولايات المتحدة الأمريكية البروفيسور محسن جاسم الموسوي...الموسوي مُنح الجائزة لتجديده في دراسات النثر العربي القديم والحديث، وتميز دراساته بنقد علمي ومعرفة بالنظريات النقدية العالمية وتأثير دراساته وأبحاثه تأثيراً واسعاً على دارسي الأدب العربي في الغرب والعالم العربي، لما له من تميز في الطرح، والاستدلال، والتأويل النقدي، بالإضافة إلى انفتاحه على النص الإبداعي العربي والعالمي، سردا وشعرا، وتناوله الأدب العربي بصفته أدبا عالميا».
- جائزة الكويت.
- جائزة العويس في النقد الادبي سنة 2002.[1]